# Мобильные силы Беларуси
Мобильные силы Белоруссии (бел. Мабільныя сілы Беларусі) — род войск в Вооружённых силах Республики Беларусь, существовавший в 1995—2007 годах. Предназначался для прикрытия стратегического развёртывания, срыва специальных операций противника и выполнения других внезапно возникающих задач.

## Возникновение
В 1992 году была принята первая военная доктрина независимой Белоруссии. Документ определял военную политику страны как сугубо оборонительную. В этой связи начался пересмотр функций и задач воздушно-десантных войск. В Республике Беларусь после распада СССР таких подразделений существовало два: 103-я гвардейская воздушно-десантная дивизия (Витебск) и 38-я отдельная гвардейская десантно-штурмовая бригада (Брест).
В июне 1995 года президент Александр Лукашенко издал указ о создании мобильных сил. В сентябре подразделения ВДВ заработали в новом формате.

## Состав и организация
В сентябре 1995 года на базах 103-й дивизии и 38-й бригады созданы 38-й, 317-й и 350-й отдельные гвардейские мобильные бригады, а также 357-й отдельный гвардейский учебный батальон. В 2002 году 317-я, 350-я бригады и 357-й батальон объединены в 103-ю бригаду, чьи отдельные батальоны получили номера 317, 350 и 357.
На базе подразделения сформирован 33-й отдельный отряд спецназа, получивший негласное наименование «СДО» (специальный диверсионный отряд). В 2005-м там же образована миротворческая рота.
Мобильные части входили в состав Сухопутных войск. Общее руководство подразделений осуществляло управление мобильных сил.
В начале 2000-х гг. мобильные бригады переподчинены Генеральному штабу, а в составе оперативного управления создан отдел сил специальных операций, что повысило уровень организованного управления мобильными частями и подразделениями спецназначения. В 2004-м отдел реорганизован до управления.

## Функционал
При создании мобильных войск предполагалось, что задачи у них будут общевойсковыми. На учениях подразделениям поручали вести как наступательные, так и оборонительные действия, а также прикрытие отдельных направлений. Мобильность, что являлось главным их преимуществом, командование фактически не использовало. Однако позднее соединения мобильных сил стали отрабатывать отдельные задачи специальных действий, связанные, в основном, с противодействием незаконным вооруженным формированиям и десантно-диверсионным силам противника.

## Реорганизация
2 августа 2007 года 103-я и 38-я бригады мобильных войск были объединены с 5-й отдельной бригадой специального назначения ГРУ в новый род войск — Силы специальных операций Республики Беларусь.